# Regards de femmes
Regards de femmes es una película del año 2005.

## Sinopsis
Este documental está centrado en la expresión de las mujeres africanas que trabajan en torno a la imagen. Esta exploración se desarrolla a partir del encuentro y en torno a la palabra de artistas y profesionales del cine, presentes en el Festival de Cine de Apt, en 2004. Su testimonio refleja la creatividad que anima el África negra y las cuestiones que se plantean, hoy en día, las mujeres.